# Organisationer i den danske arbejderbevægelse
 Der er for få eller ingen kildehenvisninger i denne artikel, hvilket er et problem. Du kan hjælpe ved at angive troværdige kilder til de påstande, som fremføres i artiklen.

Arbejderbevægelsen er den almindelige betegnelse for det mere eller mindre formaliserede samarbejde mellem arbejderpartierne, fagbevægelsen og kooperationen samt tilknyttede organisationer. Ikke alle arbejderbevægelsens organisationer lader sig placere entydigt i disse "kasser".

## Politiske organisationer
- Socialdemokratiet
- Socialistisk Folkeparti
- Enhedslisten
- Danmarks Socialdemokratiske Ungdom
- Socialistisk Folkepartis Ungdom
- Socialistisk UngdomsFront

Der findes endvidere andre organisationer, der definerer sig selv som en del af arbejderbevægelsen i Danmark, f.eks. DKP, KPiD, KAP, SAP, APK, med flere.

## Faglige organisationer
- LO
  - 3F - Fagligt Fælles Forbund
  - HK/Danmark
  - FOA - Fag og Arbejde
  - Dansk Metal
  - Forbundet Træ-Industri-Byg i Danmark
  - Nærings- og Nydelsesmiddelarbejder Forbundet
  - Teknisk Landsforbund
  - Socialpædagogernes Landsforbund
  - Dansk EL-Forbund
  - Dansk Funktionærforbund - Serviceforbundet
  - Malerforbundet i Danmark
  - Blik- og Rørarbejderforbundet i Danmark
  - Dansk Jernbaneforbund
  - Dansk Frisør- og Kosmetikerforbund
  - Hærens Konstabel- og Korporalforening (HKKF)
  - Centralforeningen for stampersonel (CS)
  - Dansk Artist Forbund
  - Spillerforeningen

## Kooperationen
- Arbejdernes Andels-Boligforening
- Arbejdernes Fællesbageri (Rutana)
- Arbejdernes Fællesorganisations Brændselsforretning
- Arbejdernes Kunstforening
- Arbejdernes Kødforsyning
- Arbejdernes Landsbank
- Arbejdernes Ligkistemagasin
- Arbejdernes Livsforsikringsselskab
- Arbejdernes Oplysnings Forbund
- Bryggeriet Stjernen
- Dansk Folkeferie
- Dansk kooperativ Assurance
- Mælkeriet Enigheden
- Forlaget Fremad
- Hovedstadens Brugsforening
- Karat
- A/S Professionelt Indkøb Nu – en sammenslutning af kooperative kantiner (tidligere Kooperativ Medlems Service/Kooperative Marketenderiers Samvirke)
- Samkøb

Alle var samlet i Det kooperative Fællesforbund

## Tilknyttede organisationer
- DUI-LEG og VIRKE
- Arbejderbevægelsens Erhvervsråd
- ARTE
- Arbejderbevægelsens Internationale Center
- A-Pressen
- DAI